# Phyllarthron ilicifolium
Phyllarthron ilicifolium là một loài thực vật có hoa trong họ Chùm ớt. Loài này được (Pers.) H.Perrier miêu tả khoa học đầu tiên năm 1936.